# Shammah
Shammah(본명: 석지수, 1999년 ~)는 대한민국의 가수다. 2021년 싱글 《Hangover!》로 데뷔했다.

## 방송
- K팝스타 6 더 라스트 찬스 - Top6
- 히든싱어 6 - 화사편 5위

## 음반
- K팝 스타 시즌6 (이서진, 석지수) (2017)
- K팝 스타 시즌6 TOP10 Part.2 (2017)
- K팝 스타 시즌6 TOP8 Part.2 (2017)
- K팝 스타 시즌6 TOP6 (2017)
- Hangover! (2021)
- Today (2022)